# Bramming Station
Bramming Station (tidligere: Bramminge Station) er en dansk jernbanestation i stationsbyen Bramming i Sydvestjylland.
Bramming Station er et jernbaneknudepunkt, der er mellemstation på jernbanestrækningen Lunderskov–Esbjerg og den nordlige endestation på jernbanestrækningen Bramming-Tønder. I Bramming kan man således skifte mellem InterCitytog og lokalbanetog Esbjerg–Ribe-Tønder. Stationen åbnede i 1874. Den betjenes i dag af tog fra jernbaneselskaberne DSB og GoCollective.

## Historie

### Åbning
Bramming Station åbnede den 3. oktober 1874 som en af de oprindelige mellemstationer på jernbanestrækningen Lunderskov-Esbjerg. Stationen blev placeret placeret på bar mark ca. 3 kilometer syd for Bramming Hovedgård og Sankt Knuds Kirke, hvor jernbanen krydsede landevejen fra Ribe og Gredstedbro til Varde. Eneste bebyggelse i nærheden var Kikkenborg Kro ca. ½ kilometer mod vest, og stationen var derfor indledningsvis kendt under navnet Kikkenborg.. Efter åbningen af jernbanen voksede der imidlertid en stationsby op omkring stationen.

### Tønderbanen
Allerede året efter åbningen blev Bramming Station et jernbaneknudepunkt, da man indviede jernbanestrækningen fra Bramming til Ribe den 1. maj 1875. Den 15. november 1887 blev Bramming-Ribe-banen forlænget sydpå over den daværende dansk-tyske grænse ved Vester Vedsted, hvorved der blev skabt forbindelse til den tyske marskbane gennem det vestlige Slesvig-Holsten.

### Bramminge-ulykken
Den 26. juli 1913 skete en alvorlig jernbaneulykke – Bramminge-ulykken – vest for Bramming, hvor toget 1029 (kaldet Emigranten) afsporedes på vej mod Esbjerg kort efter at have passeret Bramming (dengang:Bramminge) Station. Ved ulykken omkom 15 personer, 20 personer blev hårdt såret, og 60-70 personer fik lettere kvæstelser.

### Diagonalbanen
1. december 1916 åbnedes strækningen Bramming-Grindsted, en etape af Diagonalbanen, som i 1920 blev fuldt udbygget mellem Randers og Esbjerg. Diagonalbanen blev nedlagt 23. maj 1971, men godstrafikken fortsatte fra Bramming til Grindsted indtil maj 2012 - indtil 1977 helt til Filskov. Godsbanens formål var primært at betjene Grindstedværket. Veterantog Vest under Dansk Jernbane-Klub kørte veterantog Bramming-Grindsted indtil 2012, hvor sporet blev lukket. Skinnerne ligger der endnu.

## Arkitektur
Bramming Stations oprindelige og stadigt eksisterende stationsbygning fra 1874 blev opført efter tegninger af jernbanearkitekten Niels Peder Christian Holsøe, der er kendt for de talrige stationsbygninger, han tegnede over hele Danmark som chefarkitekt for DSB.

## Galleri
- Perroner op spor på stationen
- Træbygning fra 1916 over nedgang til fodgængertunnel mellem perronerne
- Kontroltårn på stationen
- Stationen set fra den gamle læsserampe
- 500 m sydøst for stationen findes den gamle remise